# St. Felix und Regula (Wattwil)

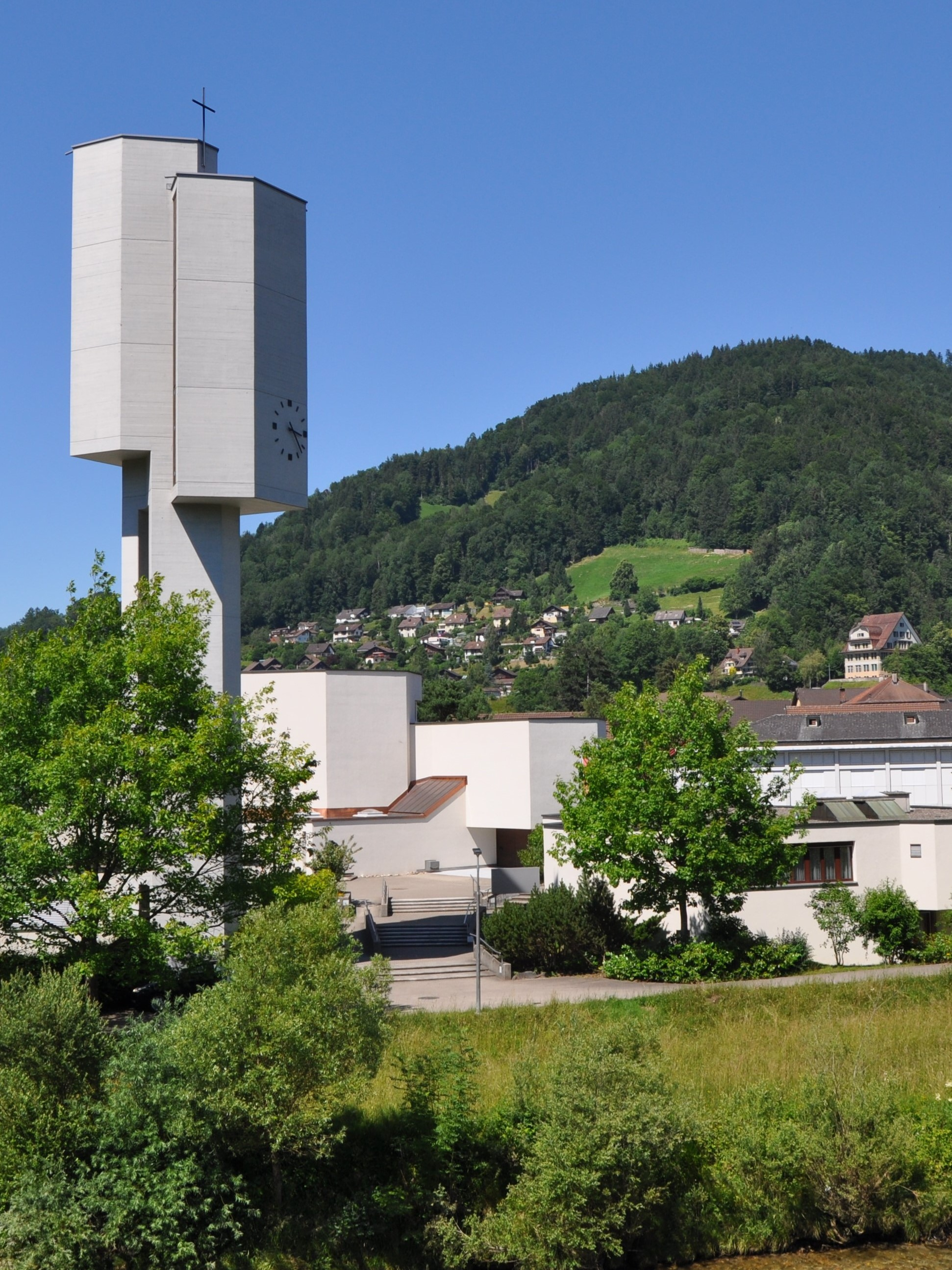
Kirche St. Felix und Regula, Gesamtansicht mit Kirchturm, Kirche und Pfarreizentrum

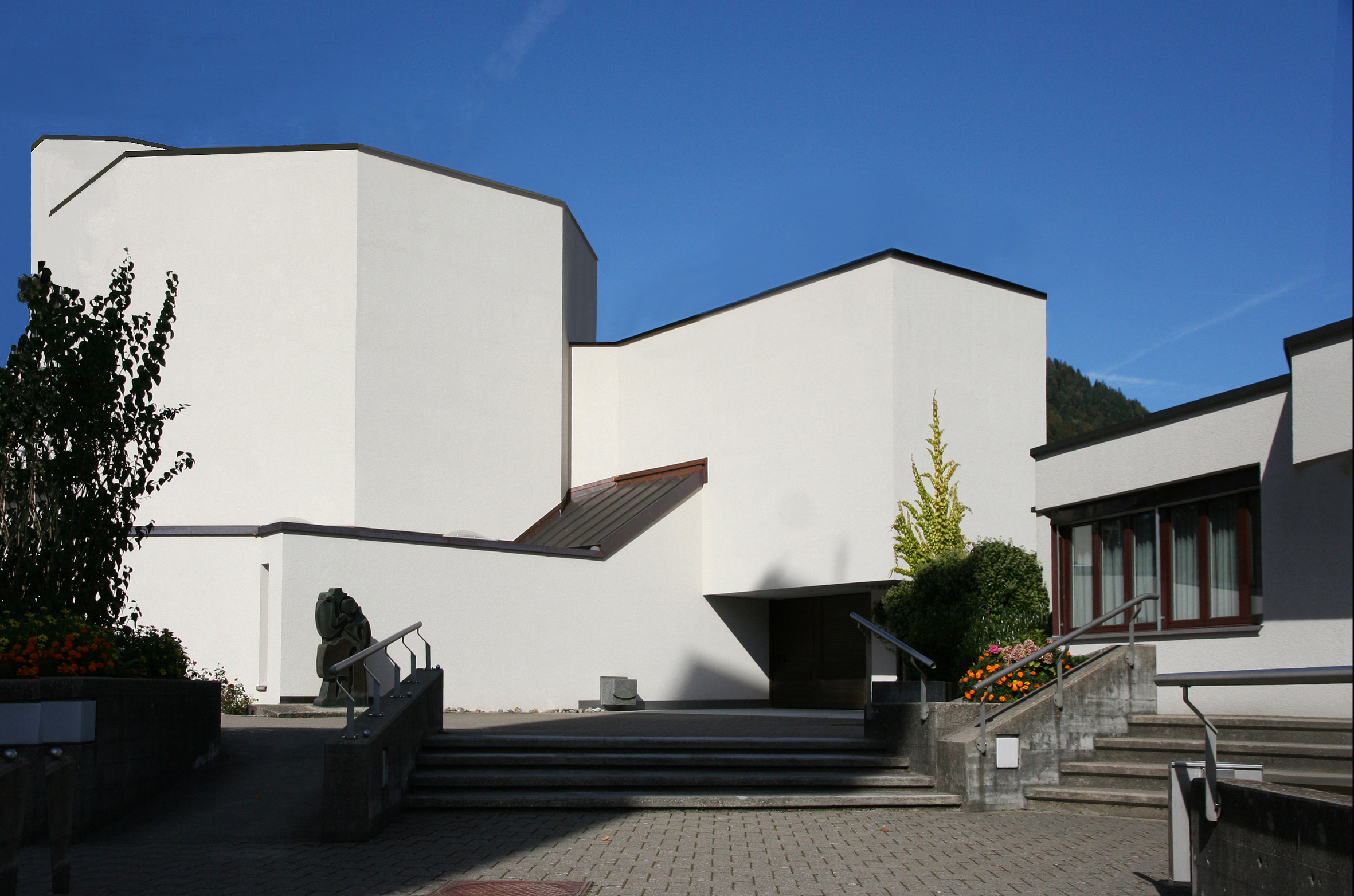
Ansicht von Süden

Die Kirche St. Felix und Regula ist die römisch-katholische Kirche von Wattwil im Kanton St. Gallen. Erbaut wurde sie als Spätwerk des Basler Architekten Hermann Baur, der den katholischen Kirchenbau im 20. Jahrhundert geprägt hatte.

## Geschichte

### Vorgeschichte und Namensgebung
897 wurde ein Gotteshaus in Wattwil erstmals urkundlich erwähnt. Zu dieser Zeit war der Gebietsumfang dieser Kirche so gross, dass es sich um eine Talkirche für das ganze mittlere und obere Toggenburg handelte. Lediglich in Bütschwil, Ganterschwil und Mogelsberg existieren weitere Kirchen. In den folgenden Jahrhunderten lösten sich von Wattwil die Kirchgemeinden Hemberg SG (1214), Kappel SG (1218) und Oberhelfenschwil (1336). Bis zum Jahr 1344 war die Kirche von Wattwil dem Apostel Andreas gewidmet. Danach war die Kirche dem Patrozinium der Märtyrer Felix und Regula unterstellt.
Im Gefolge der Reformation trat die Mehrheit der Bewohner von Wattwil zum evangelischen Glauben über. Die verbleibenden Katholiken besuchten den Gottesdienst in Lichtensteig. Erst nach dem Zweiten Kappeler-Krieg (1531) konnten die Katholiken wieder in Wattwil ihren Glauben leben und ihren Ritus ausüben. Die mittelalterliche Pfarrkirche wurde ab 1593 als Simultaneum genutzt und unterhalten.
In den Jahren 1843–1848 errichtete Felix Wilhelm Kubly eine neue paritätische Kirche, die heutige reformierte Kirche Wattwil. Sie wurde in deutlicher Anlehnung an die Reformierte Kirche Wädenswil als stützenloser Querbau errichtet. Aufgrund des Bevölkerungswachstums wurde die paritätische Kirche für beide Konfessionen zu klein, sodass die beiden Kirchgemeinden am 30. September 1963 das paritätische Verhältnis auflösten. Dabei wurde die Kirche gegen eine Ablösesumme der evangelischen Kirchgemeinde überlassen, welche sie seit dieser Zeit nutzt.

### Entstehungs- und Baugeschichte
Bereits im Jahr 1943 war der bisherige Renovationsfond für die paritätische Kirche in einen Baufond für den Bau einer katholischen Kirche umgewandelt worden. 1947 erfolgte die Gründung eines Kirchenbauvereins. Im Jahr 1959 beauftragte die Kirchgemeinde den Architekten Hermann Baur mit einer Vorstudie für den Umbau der bestehenden Kirche oder aber eines neuen katholischen Kirchbaus. Die Studie legte der Kirchgemeinde nahe, eine eigene katholische Kirche zu errichten. 1963 erfolgte ein Architekturwettbewerb, den Hermann Baur für sich entscheiden konnte. Am 3. April 1966 bewilligte die Kirchgemeindeversammlung die Aufnahme des Kredits für den Bau der Pfarrkirche samt Pfarrhaus und Pfarreizentrum.
Am 10. September 1966 erfolgte der erste Spatenstich. Am 29. April 1967 legte der Bischof von St. Gallen, Joseph Hasler, den Grundstein der Kirche. Am 5. November 1967 weihte er die Glocken und am 8. September 1968 vollzog er die Weihe der fertiggestellten Kirche.
Wattwil zählt heute (Stand 2016) ca. 8’500 Einwohner, wovon ca. 2’900 Katholiken sind.

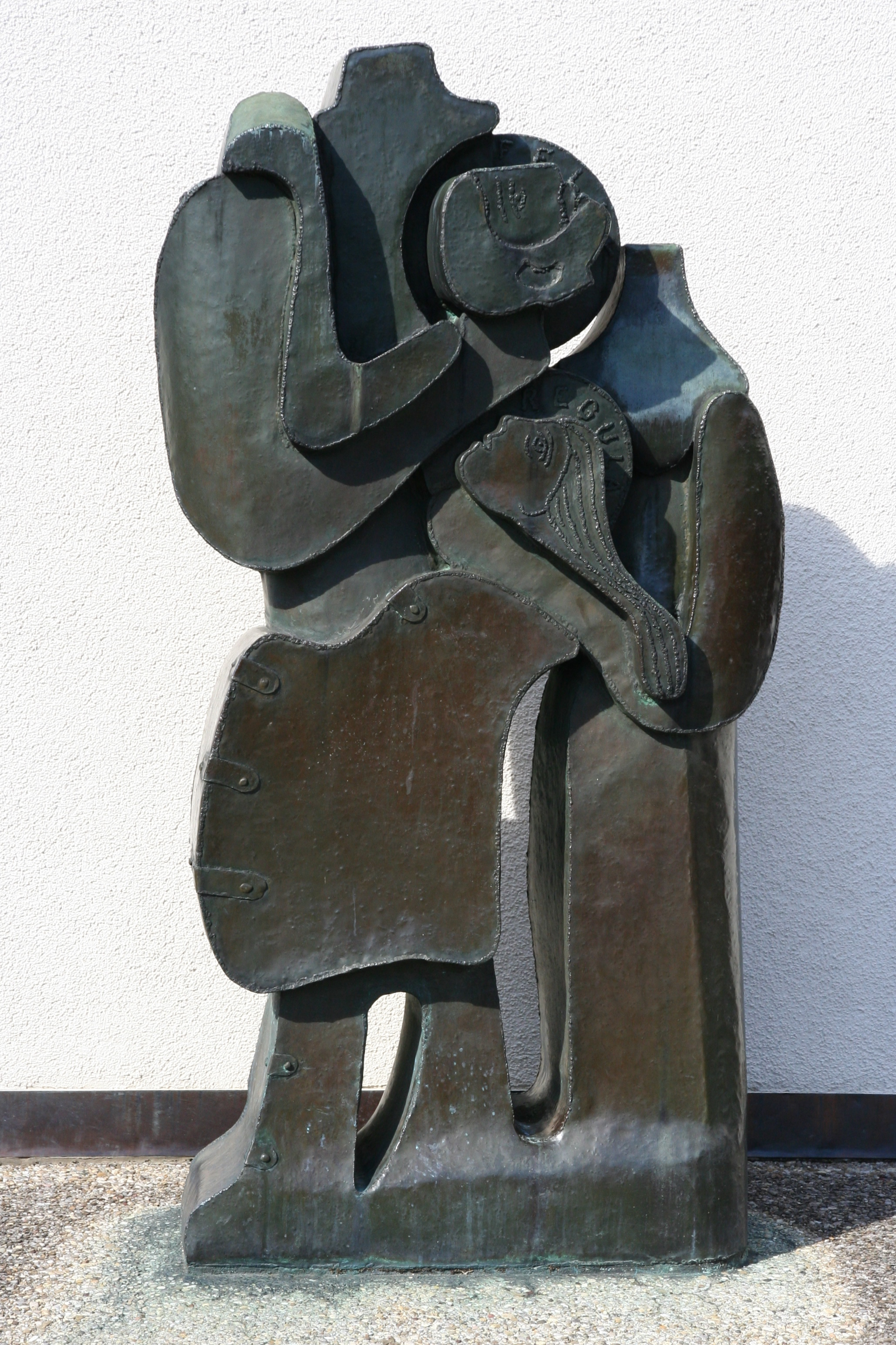
Felix und Regula, Skulptur von Pierino Selmoni

## Baubeschreibung

### Äusseres und Glocken
Die Pfarrkirche St. Felix und Regula samt Pfarreizentrum und Pfarrhaus befindet sich in zentraler Lage mitten im Dorfzentrum von Wattwil. Gut sichtbar ist der Kirchturm, der eine grosse Ähnlichkeit zum Turm der Hermann Baur-Kirche Notre-Dame-de-la-Prévôté in Moutier aufweist, die der Architekt 1963–1965 erbaut hatte. Der Betonturm birgt ein sechsstimmiges Geläute, das in der Tonfolge Gis° – H° – cis' – e' – fis' – gis' im Motiv des Griesbacher’schen Idealsextetts erklingt. Gegossen wurden die Glocken von Emil Eschmann, Rickenbach (TG) bei Wil (SG). Das Geläute stellt insofern eine Besonderheit dar, als es für seine Lautstärke bekannt ist und den typischen herben «Eschmann-Klang» besitzt.
Das Ensemble von Kirche, Pfarreizentrum und Pfarrhaus ist so gruppiert, dass in dessen Mitte ein erhöht gelegener Vorplatz zur Kirche entsteht, der vom Ortszentrum etwas abgehoben und doch gut erreichbar ist. Wichtig war dem Architekten, dass auf diesem Kirchenvorplatz auch liturgische Handlungen stattfinden können. So liess er einen Granitblock mit der Inschrift Lumen Christi gestalten, der für den ersten Teil der Osternachtsfeier dient. Vor dem Kirchenportal beim Grundstein ist eine Skulptur aus Kupfer aufgestellt, die die Patrone der Kirche, den Hl. Felix und die Hl. Regula darstellt. Ein Eichenholzportal führt ins Innere der Kirche. Die künstlerische Ausstattung des Kirchenvorplatzes stammt von Pierino Selmoni.

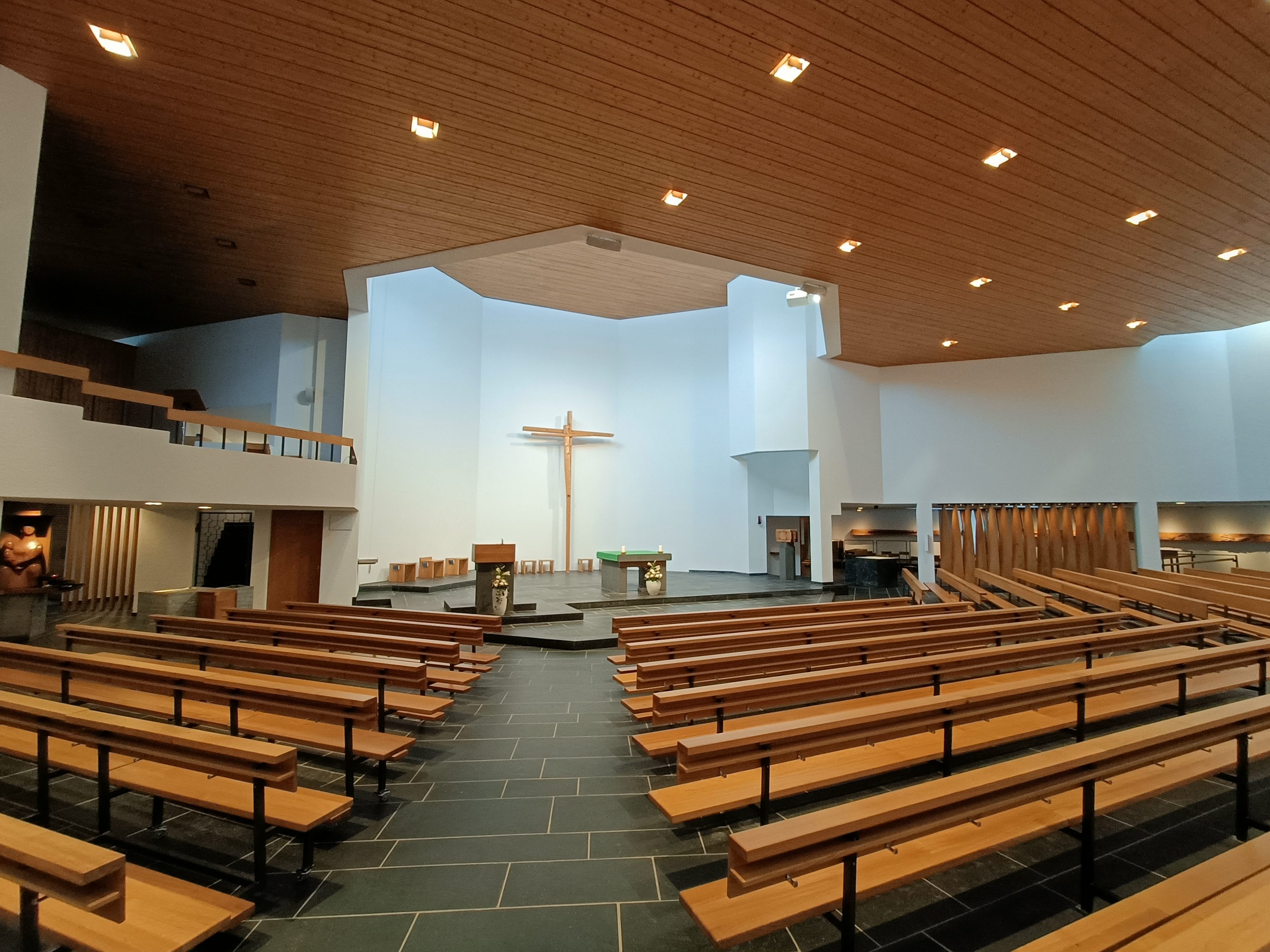
Innenansicht

### Innenraum und künstlerische Ausstattung
Die Architektur wurde von Hermann Baur schlicht gestaltet. Hell verputzte Wände umschliessen den Raum, der 650 Sitzplätze bietet. Eine Decke aus Tannenholz schliesst den Raum nach oben ab. Der Boden und die liturgischen Orte sind aus dunklem Stein gestaltet. Beim Kirchenportal unter der Orgelempore befindet sich der Taufstein. Der Altarraum ist um wenige Stufen vom übrigen Kirchenraum abgehoben, was die Nähe von Priester und Gottesdienstgemeinde im Sinn einer nachvatikanischen Liturgie unterstreicht. Würde erhält der schlicht gestaltete Chorraum durch seine Raumhöhe und durch das Tageslicht, das durch Fenster, die dem Gottesdienstbesucher verborgen sind, in den Chorraum einströmt. Indem die Kirchendecke in drei Stufen ansteigt, verweist der Bau mit seiner Dreizahl auf die Trinität.
Das Kirchenportal und die liturgischen Orte wurden vom Bildhauer Pierino Selmoni gestaltet. Stein und Holz bilden die Materialien für Altar, Ambo und die weiteren Werke. Der Tabernakel ist rechts des Altares aufgestellt und steht inmitten eines angedeuteten Turmes, der den Einfluss von Le Corbusier auf Hermann Baur zeigt. Die Glasfenster wurden von Pater Karl Stadler gestaltet.

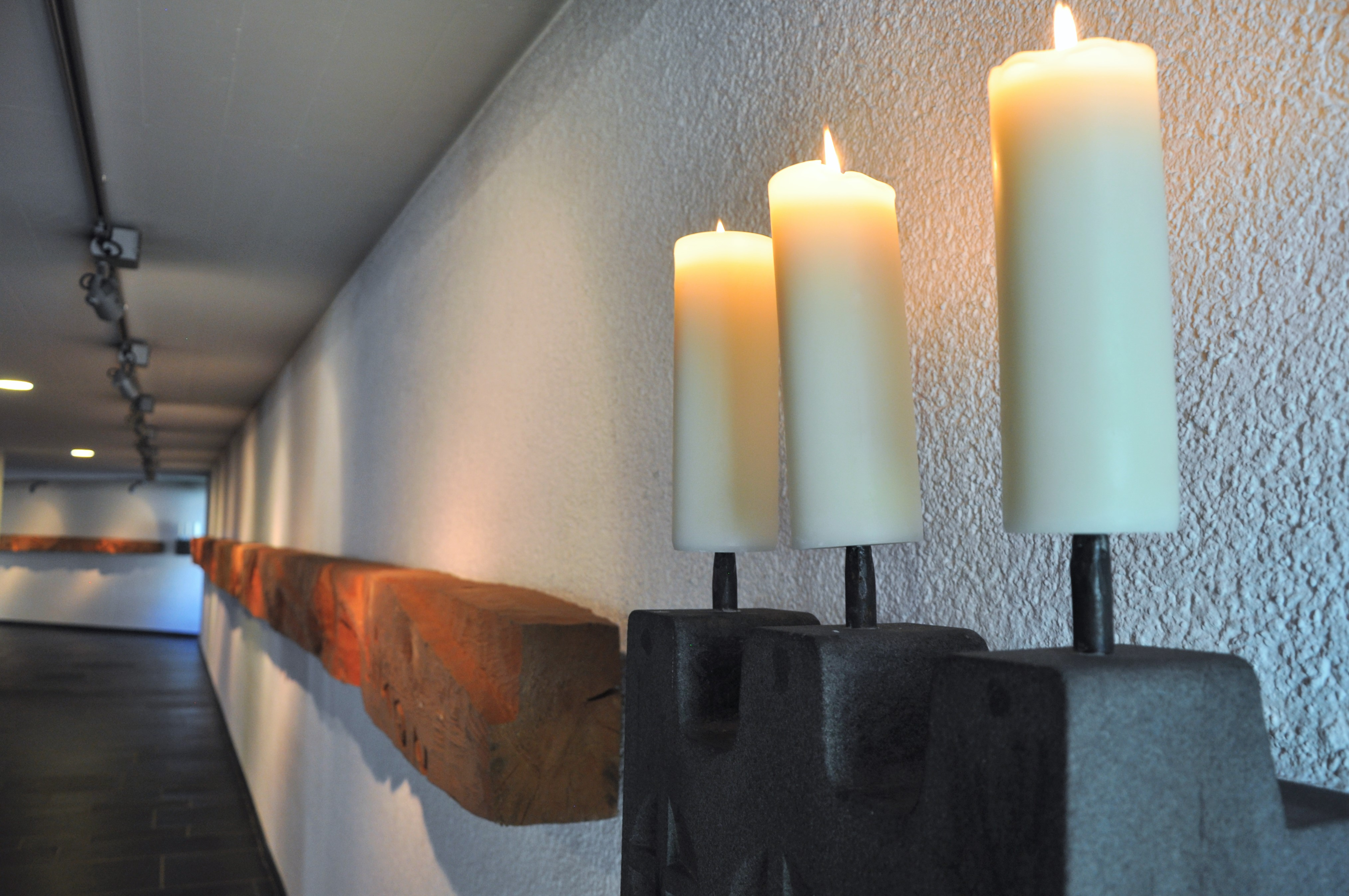
Kreuzweg und Apostelkerzen

Aus einem Eichenholzstamm schuf Hugo Heule die Figur Prager Weihnacht. Sie zeigt eine grosse Person mit Riesenhänden, die ein kleines Kind umfängt und schützt. Auf das Jahr 2001 schuf Stefan Gort die Kreuzplastik im Chorraum sowie die Kreuzwegstationen im Umgang der Kirche. Die schlichte Gestaltung in Rottannenholz nimmt die Architektur der Kirche auf. Der Kreuzweg besitzt eine Länge von 40 Meter und wurde aus 13 Meter langen Balken gearbeitet. Wörter helfen dem Betrachter, die einzelnen Stationen zu deuten. Das Kreuz im Chorraum zeigt als Besonderheit nicht Jesus als Gekreuzigten mit Wundmalen, sondern als Christus, der sich den Menschen zuwendet.
Im Sommer 2020 wurde der Innenraum der Pfarrkirche einer umfassenden Renovation unterzogen. Dabei wurde auch ein Teil des Kirchenraums in eine Kapelle umgestaltet, um dem Bedürfnis nach angemessenen Räumen für kleiner werdende Gottesdienstgemeinschaften gerechter zu werden. Der Altar der Kapelle besteht aus poliertem Kalkstein aus dem Säntis-Bergmassiv und wurde im September 2020 durch den Generalvikar des Bistums St. Gallen, Guido Scherrer, eingeweiht.

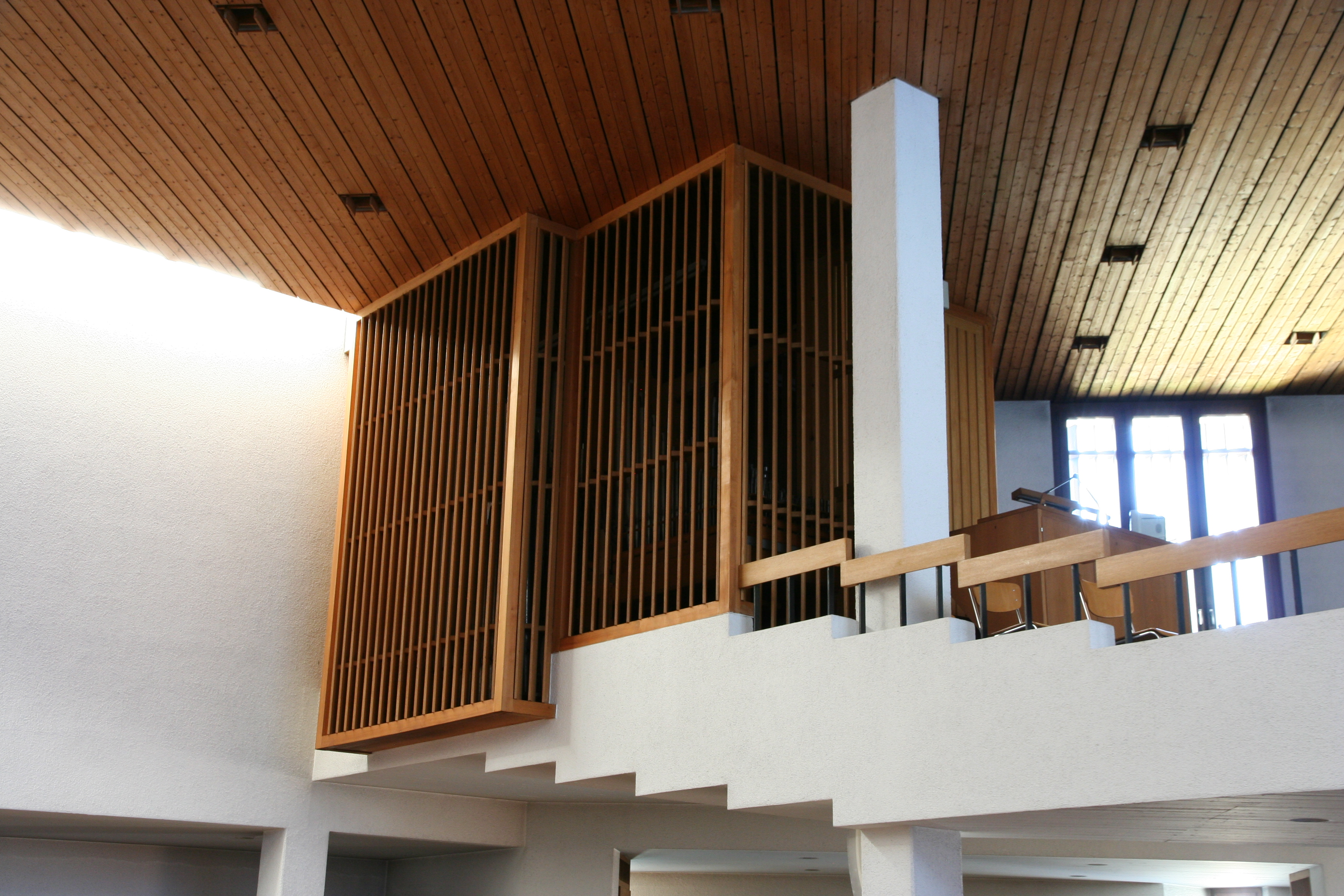
Späth-Orgel von 1972

### Orgel
Die Orgel wurde 1972 von der Firma Späth Orgelbau, Rapperswil erbaut. Die Disposition stammt von Pater Stefan Koller aus dem Kloster Einsiedeln. Das Instrument besitzt 34 Register auf drei Manualen samt Pedal.
| I Rückpositiv C–g3 |       |
| Gedackt            | 8′    |
| Praestant          | 4′    |
| Spitzflöte         | 4′    |
| Prinzipal          | 2′    |
| Larigot            | 1 ⁄3′ |
| Cymbel IV          | 1′    |
| Krummhorn          | 8′    |

| II Hauptwerk C–g3 |       |
| Quintaden         | 16′   |
| Prinzipal         | 8′    |
| Hohlflöte         | 8′    |
| Gemshorn          | 8′    |
| Oktave            | 4′    |
| Rohrflöte         | 4′    |
| Quinte            | 2 ⁄3′ |
| Oktave            | 2′    |
| Mixtur IV–V       | 1 ⁄3′ |
| Trompete          | 8′    |

| III Schwellwerk C–g3 |                |
| Suavial              | 8′             |
| Koppelflöte          | 8′             |
| Prinzipal            | 4′             |
| Spitzgedackt         | 4′             |
| Sesquialter          | 2 ⁄3′ + 1 3⁄5′ |
| Flageolet            | 2′             |
| Scharf III-IV        | 2′             |
| Englischhorn         | 8′             |
| Schalmei             | 4′             |

| Pedal C–f1    |       |
| Prinzipalbass | 16′   |
| Subbass       | 16′   |
| Offenbass     | 8′    |
| Spillflöte    | 8′    |
| Oktave        | 4′    |
| Mixtur IV     | 2 ⁄3′ |
| Posaune       | 16′   |
| Trompete      | 8′    |

- Normalkoppeln: II/I, I/P, II/P
- Spielhilfen: Registercrescendo, Absteller